# الزاهر (فرع العدين)

تعديل مصدري - تعديل

الزاهر هي إحدى قرى عزلة العاقبة بمديرية فرع العدين التابعة لمحافظة إب، بلغ تعداد سكانها 384 نسمة حسب تعداد اليمن لعام 2004.